# Сан Донато (Асколи Пичено)
Сан Донато (итал. San Donato) насеље је у Италији у округу Асколи Пичено, региону Марке.
Према процени из 2011. у насељу је живело 166 становника. Насеље се налази на надморској висини од 65 м.